# Colore politico
I colori politici sono dei colori utilizzati per rappresentare un partito politico o un'ideologia: questi colori sono spesso utilizzati dai mass media nel dare i risultati delle elezioni o, più in generale, per riferirsi ai partiti.
Il colore rosso per la sinistra rivoluzionaria inizia con le bandiere rosse della Comune di Parigi. Spesso, però, in ogni nazione o aree geografiche ai colori vengono attribuiti significati politici diversi. Ad esempio in Italia il bianco è il colore tradizionalmente legato ai democratici-cristiani, già nella vicina Austria i Popolari (democristiani) usano, invece, il nero. In Italia il nero è stato appannaggio del Partito Nazionale Fascista, pertanto, i democristiani per distinguersi dai socialisti e comunisti (rosso) e dai neo-fascisti (neri), fecero proprio il bianco.

## Colori principali
- Il nero è stato associato in origine all'anarchismo.
  - Nei paesi di anticlericalismo storico in Europa tra la fine del XIX e l'inizio del XX secolo, i rappresentanti della Chiesa cattolica, a causa delle vesti nere del clero, furono chiamati l'Internazionale Nera. In Germania ed Austria, questo è il colore dei cristiano-democratici insieme all'arancione.
  - Il nero è associato molto anche al fascismo (vedi anche camicie nere).
  - Nel mondo islamico, le bandiere nere (spesso con una shahada bianca) sono usate da gruppi politici islamici.
- Il blu (in particolar modo il blu scuro) è spesso associato ai partiti conservatori, a causa dell'uso originale che fece di questo colore il Partito Conservatore del Regno Unito; generalmente quindi almeno in Europa il blu (e sue varianti compresi l'azzurro e il celeste) rappresenta i partiti di destra o centro-destra.
  - Il blu chiaro è usato come campo della bandiera delle Nazioni Unite. Fu scelto per rappresentare la pace e la speranza. Nella politica, il blu chiaro è spesso attribuito al liberalismo.
  - Tuttavia, per gran parte del XIX secolo, i blu sia in Francia che in Italia erano i conservatori riformisti moderati, mentre i monarchici assolutisti erano bianchi.
  - Un'altra anomalia è che, negli Stati Uniti, dalle elezioni presidenziali del 2000, il blu è associato al Partito Democratico invece che al Partito Repubblicano conservatore, che ha come colore il rosso.
  - Nel 2006, gli studenti del prestigioso Ateneo de Manila, nelle Filippine, hanno cominciato ad indossare magliette blu con la scritta "Blu: il nuovo colore della rivoluzione". Il blu è il colore simbolo dell'università.
- Il marrone è stato associato con la classe operaia nazista, in quanto le Sturmabteilung (meglio conosciute come SA) erano chiamate "camicie brune". In Europa e anche in altri paesi nel XX secolo, i fascisti erano soprannominati spesso l'Internazionale bruna[1] o l'Internazionale marrone.
- Il grigio fu scelto dallo scrittore politico tedesco Paul de Lagarde come simbolo dei liberali nel senso che ha avuto in Europa nel XIX secolo, che egli ha chiamato l'Internazionale Grigia.
  - Il grigio è storicamente associato anche agli Stati Confederati d'America a causa del colore delle uniformi dei soldati della Confederazione durante la guerra di secessione americana.
- Il verde è, in tutto il mondo, il colore dei partiti ambientalisti e di quelli agrari.
  - Il verde marino fu usato come simbolo dei Livellatori nel XVII secolo in Gran Bretagna; per questa ragione, è usato occasionalmente per rappresentare il liberalismo radicale o il libertarianismo.
  - Il verde è stato associato in qualche occasione ai movimenti agrari, come il Partito Populista negli Stati Uniti negli anni 90 del 1800.
  - Il verde, considerato il colore sacro dell'Islam, è usato anche da alcuni movimenti islamisti, come Hamas.
  - Il verde fu usato come simbolo dei fascismi del XX secolo in paesi dell'Est europeo[2]
  - Il verde era il colore della Lega Nord, alla quale erano legate le camicie verdi.
  - verdi erano i fazzoletti che distinguevano i partigiani di Giustizia e Libertà, socialista liberale.
  - In Irlanda e in Irlanda del Nord il verde è utilizzato dai movimenti nazionalisti come Sinn Fein. Il verde rappresenta i prati dell'isola d'Irlanda.
- L'arancione è, in tutto il mondo, il colore del Movimento e del Partito Umanista. È associato in qualche occasione con i partiti cristiano-democratici e in altre occasioni con vari tipi di partiti populisti. Questo è il caso di Germania, Francia, Svizzera, Finlandia, Ungheria, Bolivia, Canada, e della coalizione ucraina durante la Rivoluzione arancione. L'arancione è stato usato anche nel Medio Oriente, per esempio in Egitto, in Palestina, in Libano e nel Bahrain. Nel Regno Unito e in Irlanda, l'arancione è associato con l'unionismo e con l'Orange Order.
  - Nei Paesi Bassi l'arancione è collegato a vari partiti di estrema destra e monarchici a causa del nome della casa regnante ("Orange") che porta un'associazione automatica del colore con essa.
  - In India l'arancione è il colore dell'induismo: quindi sarebbe il colore dei partiti politici filo-indù.
- Il rosso è il colore tradizionale della repubblica. Negli ultimi secoli è stato maggiormente associato al socialismo e al comunismo (vedi anche bandiera rossa).
  - In molti paesi dell'America Latina, il rosso è associato ai partiti liberali.
  - Negli Stati Uniti dal 2000, è associato al Partito Repubblicano, conservatore.
- Il bianco è stato collegato al pacifismo (come nella bandiera bianca della resa) e al pensiero politico indipendente.
  - Storicamente, era associato con il sostenimento della monarchia assoluta, dapprima dai sostenitori della dinastia dei Borbone in Francia per il loro colore dinastico. Successivamente fu usato dai sostenitori dello zarismo nella rivoluzione russa del 1917. Nella guerra civile seguita all'indipendenza della Finlandia nel 1917, il bianco è stato usato dai conservatori e dalle forze democratiche in contrapposizione al rosso delle forze socialiste.
  - In Italia è stato il colore identificativo del partito al potere per tutto il secondo dopo guerra, la Democrazia Cristiana. Il suo simbolo era una croce rossa su sfondo bianco e il suo soprannome era balena bianca.
- Il giallo alla fine del XIX secolo era il colore associato ai sindacati dei lavoratori controllati dagli imprenditori. Per estensione, i fautori del socialismo utilizzavano l'aggettivo "giallo" per riferirsi ai partiti politici (soprattutto socialdemocratici) che, in un'ottica di lotta di classe, giudicavano asserviti agli interessi della borghesia.
  - Nel Regno Unito è il colore associato al liberalismo a partire dal Partito Liberale.
  - Il giallo è associato anche con il giudaismo e con il popolo ebraico (vedi anche i triangoli nell'Olocausto). Nel XIX secolo in Europa gli antisemiti si riferivano agli ebrei collettivamente come l'Internazionale Gialla. Questo deriva dal titolo di un libro tedesco, "L'Internazionale d'Oro".
  - In Italia, negli anni 10 del XXI secolo, è stato associato al Movimento 5 Stelle, senza per questo voler indicare una precisa collocazione politica.
  - In estremo oriente il giallo sarebbe il colore del Buddhismo, infatti i monaci vestono di giallo: quindi sarebbe il colore dei partiti politici filo-buddhisti.

## Eccezioni e variazioni
Eccezioni degne di note allo schema dei colori sopra riportato sono:
- In Australia, il Partito Laburista Australiano è associato solitamente al rosso, e il Partito Liberale d'Australia è associato al blu. Si tratta di un'eccezione allo schema sopra riportato perché il Partito Liberale è in realtà conservatore e il Partito Laburista si identifica storicamente come un partito social-democratico. L'uso di questi colori è quindi essenzialmente lo stesso che viene fatto dal Partito Conservatore e dal partito Laburista britannico. I Verdi Australiani usano il verde, mentre una combinazione di verde e oro è usata sia dal Partito Nazionale d'Australia che dai Democratici Australiani. Quest'ultima scelta, comunque, non deriva dall'ideologia ma dal fatto che verde e oro sono i colori nazionali dell'Australia.
- In Austria, i Socialdemocratici sono tradizionalmente associati al rosso mentre i conservatori del Partito Popolare Austriaco sono associati al nero. L'estrema destra del Partito della Libertà Austriaco è blu, mentre il Partito Ecologista Svizzero è associato al verde.
- In Belgio, i Liberal-Democratici (VLD e MR) sono blu e i Cristiano-Democratici (CD&V e CDH) sono arancio. Il colore dei Fiamminghi nazionalisti (N-VA) è il giallo. Nessun colore è associato ai nazionalisti di destra del Vlaams Belang, che nelle loro campagne usano bianco, porpora, marrone e giallo.
- In Canada, il colore ufficiale del Nuovo Partito Democratico è l'arancio, mentre il Partito Liberale Canadese usa il rosso, il Partito Conservatore Canadese usa il blu, e gli Indipendentisti del Quebec usano il celeste.
- In Germania, i Socialdemocratici sono tradizionalmente associati al rosso, mentre i conservatori Cristiano Democratici sono associati al nero e all'arancione. Il Partito Liberale è giallo, mentre Alleanza 90/I Verdi è ovviamente associato al verde. In Germania est, la Libera Gioventù Tedesca usava una bandiera blu.
- In Messico, la sinistra rappresentata dal Partito della Rivoluzione Democratica usa il giallo. La destra del Partido Acción Nacional usa bianco e blu, colori della Vergine della Guadalupa, simbolo dei cattolici messicani.
- Nei Paesi Bassi, quattro partiti usano il verde: sia il Partito per gli Animali che il partito dei Cristiano Democratici (CDA) usano un verde scuro mentre i Liberali progressisti        (D66) usano un verde chiaro. Inoltre, Sinistra Verde usa verde e rosso per rappresentare le proprie istanze di ecologismo e sinistra. Ci sono poi due partiti di sinistra che usano il rosso, PvdA (Laburisti) e SP (Partito Socialista). Quest'ultimo usa un rosso più brillante, il colore del proprio logo, un pomodoro. PvdA usa il rosso più scuro del proprio simbolo, una rosa.
- In Irlanda del Nord, i Partiti Unionisti dell'Assemblea Nord Irlandese sono chiamati "blocco arancione", mentre i Partiti Nazionalisti Nordirlandesi sono chiamati "blocco verde".
- In Portogallo, i conservatori moderati (Partito Social Democratico, il cui nome può generare confusione dato che non è un partito socialdemocratico tradizionale ma tende più a destra) sono legati al color arancio, mentre i Socialisti sono legati al rosa.
- A Taiwan, i gruppi più importanti di partiti sono quelli Nazionalisti Cinesi e quelli Indipendentisti. Il Nuovo Partito usa il giallo come proprio colore anche se si configura come partito di tipo conservatore; il Partito Democratico Progressista usa il verde anche se le sue politiche sono allineate a quelle dei Partiti Liberali e non ai partiti ambientalisti.
- Nel Regno Unito (escludendo l'Irlanda del Nord), dove le coccarde elettorali sono spesso utilizzate nelle varie campagne politiche, i Conservatori usano il blu scuro; i Laburisti usano il rosso; e i Liberal Democratici usano il giallo. Il partito laburista recentemente ha utilizzato un rosso vivo con lettere gialle nelle aree dove hanno la maggioranza, ma anche toni tendenti al porpora nelle aree più vicine ai conservatori. Molti altri piccoli partiti scelgono vari colori, e gli Indipendenti optano ovviamente per il bianco. In particolare, l'UKIP ha scelto un colore non allineato: porpora e giallo. Inoltre alcuni partiti usano o hanno usato variazioni di colore in determinate località. Ad esempio i Conservatori di "Penrith & the Border" usano il giallo e non il blu scuro. E il colore tradizionale dei Liberali del Warwickshire era verde e non arancio/giallo.
- Negli Stati Uniti ufficialmente non esistono associazioni tra partiti e colori. I due partiti maggiori usano i colori nazionali rosso bianco e blu per dimostrare il loro patriottismo. L'unica situazione in cui è necessario assegnare un colore ad un partito è la rappresentazione grafica dei risultati elettorali. Anche in questi casi, non c'è un'associazione storicamente rilevante tra partiti e colori. Nelle settimane successive alle elezioni del 2000, comunque, è stata usata la definizione di "stati blu" e "stati rossi", per la quale i conservatori del Partito Repubblicano erano associati al rosso e i progressisti del Partito Democratico al blu. Gli osservatori politici si sono adeguati di conseguenza a questa associazione di colori, che risultava dall'uso nelle mappe di riepilogo usate dalle maggiori televisioni: rosso per le zone vinte dai Repubblicani e del blu per le zone vinte dai Democratici. Questa associazione comunque non era stata utilizzata stabilmente nel passato: durante le precedenti elezioni presidenziali, circa metà dei canali televisivi usarono l'associazione opposta. Nel 2004, l'associazione sopra esposta fu invece in gran parte mantenuta.
Esiste comunque traccia storica dell'uso del blu per i Democratici e del rosso per i Repubblicani — alla fine del diciannovesimo secolo e all'inizio del ventesimo secolo, le tabelle elettorali nella contea del Texas usavano l'associazione di colori per aiutare ispanici e analfabeti a riconoscere i partiti.[3] In ogni caso, il sistema non fu applicato stabilmente in Texas e non fu utilizzato a livello nazionale.
Le mappe per le elezioni presidenziali prodotte dal governo americano usano il sistema opposto, con il rosso per i Democratici e il blu per i Repubblicani. Comunque, dalle elezioni del 2000 i mass media tendono ad usare il rosso per i Repubblicani e il blu per i Democratici, specialmente per rappresentare le maggioranze elettorali nei vari stati, chiamati informalmente stati rossi e stati blu. Il colore verde è spesso usato per il Partito Verde, e il colore giallo per il Partito Liberista. Un articolo del New York Times del febbraio 2004 esaminava proprio questa situazione.[4]

## Elenco dei colori associati con i diversi partiti in vari paesi

### Austria
- Alleanza per il Futuro dell'Austria: arancione
- Partito della Libertà Austriaco: blu
- I Verdi: verde
- Partito Popolare Austriaco: nero
- Partito Socialdemocratico d'Austria: rosso
- Forum Liberale: giallo (inizialmente blu chiaro)

### Australia
- Democratici Australiani: oro, verde, arancione
- Verdi Australiani: verde
- Country Liberal Party: arancione, bianco, nero
- Partito Laburista Australiano: rosso
- Partito Liberale d'Australia: blu
- Partito Nazionale d'Australia: verde, oro

### Bahrain
- Wa'ad: arancione

### Belgio
- Liberali e Democratici Fiamminghi Aperti: blu scuro, oro
- Partito Socialista Differente: rosso (e nero)
- Cristiano-Democratici e Fiamminghi: oro
- Partito Socialista: rosso
- Blocco Fiammingo: giallo e nero
- Movimento Riformatore: blu, giallo e magenta
- Centro Democratico Umanista: bordeaux e rosso-arancione
- Nuova Alleanza Fiamminga: nero e oro
- Ecolo e Agalev: verde
- Fronte Nazionale: colori della bandiera del Belgio (Nero, Giallo, Rosso)
- Vivant: oro e verde-mare

### Brasile
- Partito della Social Democrazia Brasiliana: blu e giallo
- Partito dei Lavoratori: rosso e bianco
- Azione Integralista Brasiliana: le camicie del partito integralista brasiliano erano di colore verde, mentre la bandiera è blu e bianca, con la lettera greca Sigma al centro

### Bulgaria
- Unione delle Forze Democratiche: blu
- Movimento Nazionale per la Stabilità e il Progresso: giallo
- Partito Socialista Bulgaro: rosso
- Unione Nazionale Attacco: nero
- Democratici per una Bulgaria Forte: blu scuro

### Canada
- Blocco del Québec: blu chiaro
- Partito d'Azione Canadese: blu, rosso
- Alleanza Canadese: verde, blu
- Partito Comunista del Canada: rosso
- Partito Conservatore del Canada: blu, nero
- Partito Verde del Canada: verde
- Partito Liberale del Canada: rosso
- Partito Libertario del Canada: verde, bianco
- Partito della Marijuana del Canada: marrone, verde
- Partito Comunista del Canada (Marxista-Leninista): violetto
- Nuovo Partito Democratico: arancione, verde
- Partito Canadese Progressista: blu, rosso
- Partito Conservatore Progressista del Canada: blu e rosso

### Danimarca
- Sinistra - Partito Liberale di Danimarca: Blu
- Partito Popolare Conservatore: Verde
- Lista dell'Unità - I Rosso-Verdi: Rosso e Verde
- Socialdemocratici: Rosso
- Partito Popolare Socialista: Rosso

### Finlandia
- Partito di Coalizione Nazionale: Blu
- Democratici Cristiani Finlandesi: Blu e Bianco
- Liberali: Giallo
- Partito di Centro Finlandese: Verde
- Partito Socialdemocratico Finlandese: Rosso
- Partito Popolare Svedese di Finlandia: Rosso e Giallo
- Alleanza di Sinistra: Rosso
- Lega Verde: Verde

### Francia
- Fronte Nazionale: blu
- I Verdi: verde
- Lega Comunista Rivoluzionaria: rosso
- Lotta Operaia: rosso
- Movimento Nazionale Repubblicano: rosso, bianco, blu
- Partito Comunista Francese: rosso
- Partito dei Lavoratori: rosso
- Partito Radicale di Sinistra: rosa chiaro, giallo
- Partito Socialista: rosa
- Alternativa Liberale: viola
- Unione per la Democrazia Francese: arancione
- I Repubblicani: blu

### Germania
- Alleanza 90/I Verdi: Verde
- Unione Cristiano-Democratica di Germania: Nero
- Unione Cristiano-Sociale in Baviera: Blu (o Nero)
- Partito Liberale Democratico: Giallo e Blu
- Die Linke: Rosso
- Partito Socialdemocratico di Germania: Rosso
- Partito Pirata: Arancione

### Giappone
- Partito Liberal Democratico: Blu e Verde
- Partito Democratico: Rosso e Nero

### Grecia
- Nuova Democrazia: Blu
- Movimento Socialista Panellenico: Verde
- Partito Comunista di Grecia: Rosso
- Coalizione della Sinistra, dei Movimenti e dell'Ecologia: colori vari
- Raggruppamento Popolare Ortodosso: Blu, Bianco

### Guinea
- PUP: verde
- RPG: giallo

### India
- Comunisti: Rosso
- Nazionalisti Hindu (Partito Popolare Indiano, RSS, Shiv Sena, ecc.): Giallo ocra
- Congresso Nazionale Indiano; NCP; NTC: Arancione-Bianco-Verde
- Partito della Società Maggioritaria, Partito Repubblicano dell'India: Blu
- Rashtriya Janata Dal: Verde
- Janata Dal: Verde
- Partito Telugu Desam: Giallo
- Conferenza Nazionale di Kashmir e Jammu: Rosso
- Telangana Rashtra Samithi: Rosa
- Fronte di Liberazione Nazionale Gorkha: Verde
- Partito Nazionalista Indigeno di Twipra: Verde-Bianco

### Italia
- Forza Italia; Il Popolo della Libertà; Unione di Centro: azzurro
- Coraggio Italia: fucsia
- Cambiamo!: arancione
- Nuovo Centrodestra; Fratelli d'Italia; Alleanza Nazionale; La Destra; Monarchici; Lega per Salvini Premier(già Lega Nord; introdotto dal Matteo Salvini durante la campagna elettorale per le elezioni del 2018): blu
- Lega Nord; Federazione dei Verdi, Europa Verde: verde
- Democrazia Cristiana: bianco
- Radicali italiani: blu e giallo
- Partito della Rifondazione Comunista; Partito dei Comunisti Italiani; Sinistra Italiana; Partito Socialista Italiano: rosso
- Fiamma Tricolore; Forza Nuova; CasaPound Italia: nero
- Grande Sud; Partito Umanista; Nuovo Partito d'Azione; Partito Democratico: arancione
- Partito Democratico; CasaPound Italia: Tricolore (verde, bianco e rosso)
- Repubblicani: verde
- Movimento 5 Stelle: giallo, bianco
- Volt Europa: viola
- Italia Viva: magenta

### Irlanda
- Fianna Fáil: verde, arancio
- Fine Gael: blu, verde
- Partito Verde: oro, verde chiaro
- Partito Laburista: rosso
- Democratici Progressisti: azzurro
- Sinn Féin: verde
- Partito Socialista: rosso, nero

### Libano
- Movimento Patriottico Libero: arancione
- Corrente del Futuro: azzurro
- Partito Progressista Socialista: rosso
- Movimento Amal: verde
- Hezbollah: giallo

### Messico
- Partito Rivoluzionario Istituzionale: Rosso, bianco e verde
- Partito della Rivoluzione Democratica: Giallo e nero
- Partito Azione Nazionale: Blu e Bianco
- Partito del Lavoro: Rosso
- Partito Verde Ecologista del Messico: Verde
- Convergenza per la Democrazia: Arancione e azzurro

### Norvegia
- Alleanza Elettorale Rossa (Rød Valgallianse): Rosso
- Partito della Sinistra Socialista (Sosialistisk Venstreparti): Rosso e Verde
- Partito Ambientalista dei Verdi (Miljøpartiet De Grønne): Verde
- Partito Laburista (Arbeiderpartiet) : Rosso
- Partito di Centro (Senterpartiet): Verde
- Sinistra (Venstre): Verde
- Partito Popolare Cristiano (Kristelig Folkeparti): Giallo
- Destra (Høyre): Azzurro
- Partito del Progresso (Fremskrittspartiet): Rosso, Bianco e Blu scuro

### Nuova Zelanda
- ACT New Zealand: giallo e blu
- Partito Verde della Nuova Zelanda: verde
- Partito Māori: rosso e nero
- Partito Laburista della Nuova Zelanda: rosso
- Partito Progressista: rosso
- Partito Nazionale della Nuova Zelanda: azzurro
- New Zealand First: nero
- United Future New Zealand: porpora

### Paesi Bassi
- Appello Cristiano Democratico: verde scuro
- Unione Cristiana: celeste
- Democratici 66: verde chiaro
- Sinistra Verde: verde, rosso
- Partito del Lavoro: rosso
- Partito per gli Animali: verde scuro
- Partito Socialista: rosso pomodoro
- Partito Politico Riformato: arancione, azzurro
- Partito Popolare per la Libertà e la Democrazia: blu

### Polonia
- Piattaforma Civica: blu e arancione
- Diritto e Giustizia: blu scuro
- Partito Popolare Polacco: verde

### Portogallo
- Partito Socialista: rosa
- Partito Social Democratico: arancio
- Partito Popolare: blu
- Partito Comunista Portoghese: rosso
- Partito Ecologista "I Verdi": verde
- Blocco di Sinistra: rosso, nero
- Nuova Democrazia: rosso, blu

### Regno Unito
- Partito Nazionale Britannico: rosso, bianco e blu
- Partito Conservatore: blu
- Partito Comunista di Gran Bretagna: rosso
- Partito Cooperativo: blu
- Partito Verde di Inghilterra e Galles: verde
- Partito Laburista: rosso
- Liberal Democratici: giallo
- Plaid Cymru (partito nazionale gallese): giallo
- Respect Party: verde e rosso
- Saor Alba: blu e bianco
- Partito Verde Scozzese: verde
- Partito Nazionale Scozzese: giallo e viola
- Partito Socialista Scozzese: rosso
- Partito per l'Indipendenza del Regno Unito: viola e giallo

### Spagna
- Partito Popolare: blu
- Partito Socialista Operaio Spagnolo: rosso
- Sinistra Repubblicana di Catalogna: giallo
- Podemos: viola
- Partito Democratico Europeo Catalano (PDeCat): blu scuro
- Blocco Nazionalista Gallego: rosso, blu cielo
- Ciudadanos: arancione
- Batasuna: rosso, verde
- Alternativa Spagnola: rosso, giallo
- Partito Comunista di Spagna: rosso

### Stati Uniti
- Partito Democratico: Non ha un unico colore ufficiale, ma viene solitamente associato al blu
- Partito Repubblicano: Non ha un unico colore ufficiale, ma viene solitamente associato al rosso
- Partito Verde: verde
- Partito Libertariano: Il colore ufficiale è una particolare sfumatura di blu, ma il partito è a volte associato anche con il giallo.

### Svezia
- Partito di Centro: verde
- Democratici Cristiani: bianco-blu
- Partito Ambientalista i Verdi: verde
- Partito della Sinistra: rosso
- Partito Popolare Liberale: blu
- Partito Moderato: blu
- Partito Socialdemocratico dei Lavoratori di Svezia: rosso
- Alleanza per la Svezia: arancio
- Democratici Svedesi: giallo-blu
- Partito Pirata: nero

### Svizzera
- Partito Popolare Democratico: arancione
- Partito Evangelico Svizzero: giallo, azzurro
- Partito Liberale Radicale: azzurro-rosso
- Partito Ecologista Svizzero: verde
- Partito Liberale Svizzero: azzurro
- Partito Socialista Svizzero: rosso
- Unione Democratica di Centro: verde

### Taiwan
- Coalizione pan-azzurra (azzurro):
  - Kuomintang: azzurro
  - Prima il Popolo: arancione
  - Nuovo Partito: giallo
- Coalizione pan-verde (verde):
  - Partito Democratico Progressista: verde
  - Unione Solidarietà di Taiwan: marrone chiaro

### Turchia
- Partito Popolare Repubblicano: rosso
- Partito della Sinistra Democratica: blu cielo
- Partito Democratico: rosso
- Partito Popolare Socialdemocratico: rosso e verde
- Partito Liberal Democratico: blu scuro
- Partito della Giustizia e dello Sviluppo: oro, inizialmente giallo
- Partito dei Lavoratori: rosso e giallo
- Partito della Madrepatria: verde, inizialmente giallo
- Partito Popolare Democratico: oro

### Ungheria
- Fidesz - Unione Civica Ungherese: arancio
- Partito Socialista Ungherese: rosso
- Alleanza dei Liberi Democratici: blu, blu-bianco
- Forum Democratico Ungherese: verde, verde-bianco

### Venezuela
- COPEI: verde
- Chávez: rosso

### Jugoslavia
- Partito Comunista di Jugoslavia: rosso

## Camicie associate a partiti
Nel XX secolo diversi gruppi fascisti o di destra adottarono delle uniformi e vennero spesso soprannominati in base al colore delle loro camicie:
- Camicie nere: camicie nere italiane, Unione dei Fascisti Britannici, Schutzstaffel tedesche
- Camicie brune: Sturmabteilung tedesche
- Camicie blu: Falange Spagnola, Army Comrades Association irlandese, i nazionalisti italiani di Luigi Federzoni e i Sindacalisti Nazionali portoghesi
- Camicie verdi: Kibbo Kift, o, alternativamente, Integralisti Brasiliani, lo Stahlhelm di Alfred Hugenberg e il Partito Nazional Socialista Ungherese dei Lavoratori Agricoli e degli Operai, le Camicie verdi[5] della Lega Nord. Il verde fu variamente usato come simbolo dei fascismi in paesi dell'Est europeo come Ungheria e Romania[2]
- Camicie argentate: Silver Legion of America
- Descamisados ("Scamiciati"): Peronisti argentini